# Beatriz Bonnet
Nelly Beatris Auchter Bonnet (Gualeguay, Entre Ríos; 11 de diciembre de 1930 - Buenos Aires, 19 de febrero de 2020) fue una primera actriz y comediante argentina de cine, teatro y televisión.

## Biografía
Nació de madre soltera, Mariana Amelia Bonnet (nacida el 11 de junio de 1907, era hija de un inmigrante inglés, Ernesto Bonnet). Su padre se llamaba Ramón Auchter (nacido en 1892, estaba casado desde 1920 con Griselda Kresevich).
Se casó a los quince años, con un hombre de apellido López Verde. Se separaron un año después (en Argentina en los años 1940 no había divorcio).
Se mudó a Buenos Aires, donde estudió baile, canto y actuación, mientras trabajaba como cadete en una bombonería de Diagonal Norte y Suipacha.

Un día entró un señor y me dijo: «Nena, ¿vos sos esta?». Casi me descompongo. Tenía una foto mía. Vos te preguntarás cómo la tenía. Bueno, resulta que yo solía mandarle fotos al periodista Chas de Cruz y él se las mostraba a los directores. Y el que entró era Pedro R. Bravo, que me convocó para dar una prueba en una película. La di y directamente usaron esas tomas.
Beatriz Bonnet

El director filmó el resto de la película Mansedumbre íntegramente en Tucumán. (De hecho fue la primera película tucumana). A mediados de 1951 entró en el laboratorio del ICUNT (Instituto Cinefotográfico de la Universidad Nacional de Tucumán), con fondos del Gobierno nacional (el peronismo quería que hubiera producciones en todo el país) y se estrenó en enero de 1953.
Después de aquel papel inicial en el filme de Bravo, Bonnet entró al Instituto de Arte Moderno, en Buenos Aires. El director de teatro Francisco Gallo la contrató para hacer comedias en el teatro Astral. Estudió vocalización y tomó clases de actuación con Hedy Crilla.
En televisión debutó en Canal 7 haciendo operetas.
Era la reemplazante de Rosita Quintana en Mi bella dama, a la que un día reemplazó con tanta suerte que el público la ovacionó. Hizo, también en comedia musical, La dama del Maxim’s, Descalzos en el parque y repitió su éxito inicial (cuando reemplazó definitivamente a Rosita Quintana) con Mame (que en el cine estadounidense ya había hecho Rosalind Russell y, en comedia musical, Ginger Rogers). Trabajó en la comedia Mesa de Noticias en los años 1980, ya siendo una actriz consagrada, por lo que su personaje tenía una enorme aceptación del gran público.
Desde el mes de enero de 2020 su estado de salud había empeorado por lo que fue ingresada en el Hospital Fernández de Buenos Aires, donde falleció el 19 de febrero de 2020 a los 89 años a consecuencia de las complicaciones de la enfermedad de Alzheimer y la demencia senil que padecía. Había pasado sus últimos años en un geriátrico debido a una estafa que la sacó de su casa, quedando en la calle. Su último adiós y entierro fue bastante solitario, debido a la ausencia del público y otros artistas, siendo su ataúd llevado por los trabajadores del cementerio en todo momento y en vez de hacerle una misa de cuerpo presente, el párroco se limitó a bendecir el féretro afuera de la capilla. Su cuerpo descansa en el Panteón de la Asociación Argentina de Actores del Cementerio de la Chacarita.

## Obras

### Cine[3]
- 1953: Mansedumbre.[10]
- 1953: El pecado más lindo del mundo.
- 1955: Canario rojo.
- 1956: Novia para dos.
- 1961:[11] Los que verán a Dios.
- 1962: Operación G, como Alicia.
- 1964: El Club del Clan.
- 1965: La pérgola de las flores (1.º premio a la mejor película argentina de 1965).
- 1965: Villa Delicia, playa de estacionamiento, música ambiental.
- 1966: Necesito una madre.
- 1966: Con el más puro amor (producida en 1955).
- 1968: Un muchacho como yo, como Mercedes Ramos.
- 1969: El bulín.
- 1970: Pasión dominguera (no estrenada comercialmente) o Los hinchas.
- 1973: Um caipira em Bariloche (con María Luisa Robledo).
- 1976: El profesor erótico, como Lina.
- 1984: Sálvese quien pueda.
- 1997: Mar de amores, como Adela.

### Teatro[12]

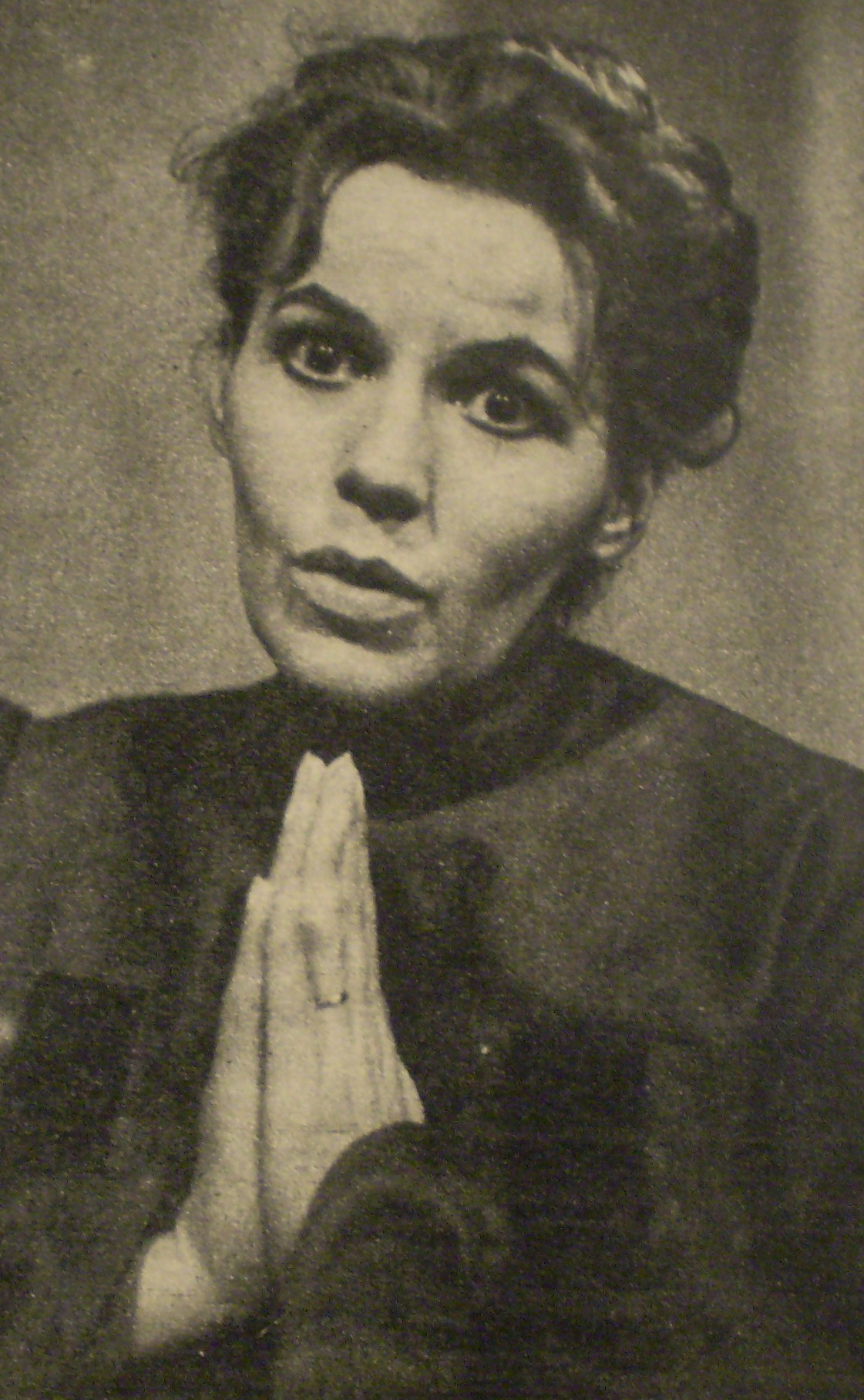
Beatriz Bonnet como actriz de teatro, en la revista Gente y la actualidad (Buenos Aires, agosto de 1969).

- Los árboles mueren de pie, de Alejandro Casona.
- La zapatera prodigiosa, de Federico García Lorca; dirigida por Cecilio Madanes.
- La niña boba, de Lope de Vega; dirigida por Margarita Xirgu.
- 1964: Boeing Boeing (vodevil de Marc Camoletti), como azafata alemana.
- Una viuda difícil (de Conrado Nalé Roxlo) en la celebración de los 50 años del Teatro Cervantes.
- Narcisa Garay, mujer para llorar**.
- Descalzos en el parque.
- 1961: Mi bella dama.
- El conventillo de la Paloma, de Alberto Vaccarezza.[13]
- Simple y maravilloso, de Will Glickman y Joseph Stein, con Mónica Avenant y Hugo Berardi.[14]
- Mi amiga la gorda (comedia británica de Charles Lawrence), en gira.
- 1970: Mame.
- 1989: Sorpresas.
- 1997: Mamá es una estrella (comedia musical, también producida por Bonnet).
- 2005: Boeing Boeing, como Berta.[15]
- 2009: Doña Flor y sus dos maridos, como la madre de doña Flor.[16]
- 2011: Primeras Damas del Musical, megaconcierto que incluyó a veintidós de las mejores intérpretes femeninas del teatro musical argentino. Beatriz interpretó las canciones "Hello, Dolly!" y "Mame" de los musicales homónimos respectivamente.

### Televisión[17]
Mesa de Noticias
- Ciclos de Hugo Moser.
  - Amor es mi futuro, con Fernando Siro.
- Ciclos de teatro con Osvaldo Pacheco.
- Ciclos de teatro con Darío Víttori.
- Ciclos de comedias, dirigidos por María Herminia Avellaneda.

- 1960: Topaze (miniserie).
- 1960: El fantasma de la ópera (miniserie).
- 1965: Show «Rambler»
- 1965: Show «Standard Electric» (miniserie).
- Casino Philips, junto a Héctor Coire.
- 1966: Mate para cuatro (serie).
- 1971: Politikabaret.
- 1972: La Viuda Alegre (Opereta, rol protagónico)
- 1976: Trampa de otoño, junto a Ricardo Bauleo y Raúl Aubel
- 1977: Vivir por amor (serie), Brenda Casagrande.
- 1977: Tropicana Club.
- 1979: Unitario de Comedia con Juan Carlos Dual.
- 1980: María, María y María, las tres.
- 1983-1984-1986: Mesa de Noticias.
- 1985: El infiel (serie), como Amalia.
- 1986: Los retratos de Andrés. (Espectáculo de "Music Hall" con Andrés Percivalle).
- 1994: La Casa de la Esquina.
- 1996: El mundo de Antonio Gasalla.
- 2001: Ilusiones (compartidas), por Canal 13 (Buenos Aires)
- 2006: Amo de casa, por Canal 9 (Buenos Aires), primer episodio de la serie, como Carmencita.

### Premios[17]
- 5 premios Martín Fierro.
- Premio especial Cronistas de Teatro, por Mi bella dama.
- Premio Moliére.
- Premio Podestá.
- Premio Bamba de Córdoba.
- Premio Racimo de Uva (de San Juan).
- 1981: Premio Konex, actriz de comedia de Radio y TV.
- 1991: Premio Konex, Actriz de comedia de Radio y TV.